# Clupeoides papuensis
Clupeoides papuensis är en fiskart som först beskrevs av Edward Pierson Ramsay och James Douglas Ogilby, 1886.  Clupeoides papuensis ingår i släktet Clupeoides och familjen sillfiskar. IUCN kategoriserar arten globalt som otillräckligt studerad. Inga underarter finns listade i Catalogue of Life.